# Kjell Aamot
Kjell Aamot (sinh ngày 7 tháng 11 năm 1950) là một giám đốc điều hành kinh doanh người Na Uy, người đã chủ trì Tập đoàn Truyền thông Schibsted trong 20 năm.
Aamot được đào tạo kinh tế học tại Trường Kinh doanh BI Na Uy. Ông từng đảm nhận vị trí hành chính tại Verdens Gang, và từng là Giám đốc điều hành của Schibsted từ năm 1989 đến năm 2009.